# Syringopora
Syringopora is een geslacht van uitgestorven koralen, dat voorkwam van het Siluur tot het Laat-Carboon. 

## Beschrijving
Dit koraal was kolonievormend. De doorsnede van de kolonie bedroeg ± 7,5 centimeter. De corallieten bestonden duidelijk uit dwarsverbindingen, de tabulae hadden de vorm van een trechter, terwijl de septa doornvormig waren.